# 溪田铁路
溪田铁路，是从瀋丹線本溪站到南甸站（本溪满族自治县南甸镇）的一条铁路，全長86km。建于1937年至1939年。该线经过区域为长白山余脉，山峦起伏，太子河穿流其间，线路东高南低。沿线人口稀少，农业不发达，但金属矿、耐火粘土、云母、硫磺、煤等资源非常丰富。
原名“溪碱铁路”，计划由本溪至碱厂，后改为田师府站止。

## 历史
1912年，满铁与中国商人刘锡臣以运煤为由，请求修建一条从本溪湖到牛心台煤矿的轻便铁路，被奉天当局拒绝。 
1913年5月，日本利用本溪县议长金品三申请，经奉天当局批准,组织中日合办的溪碱线轻便铁道公司，着手勘测施工，因当地绅民极力反对，奉天当局被迫封闭该公司，撤销其修路权。之后，日本出动守备队，以军事演习为名，掩护满铁施工，建成一条从明山至牛心台扩山全长21. 9公里，轨距762毫米的轻便铁路，1914年2月1日正式营业。奉天当局经几次与日方交涉无效，同年9月25日与日方签订了溪碱铁路中日合办协议，允许满铁与本溪湖煤铁公司共同组成溪碱铁路公所，合资经营。 
1933年（民国22年），日本开始着手溪碱铁路建设事宜。初步拟定溪碱铁路三条线路方案：一是沿太子河北岸溯河而上，途经威宁营、偏岭、清河城、富家楼、北甸子、南甸子到田师傅；二是沿太子河南岸溯河而上，途经牛心台、小市、泉水、北甸子、南甸子，迂迴至田师傅；三是走太子河南岸至小市、经蜂蜜砬子，过八盘岭至田师傅。最终选取了第二项方案。 
1937年，日本为加紧掠夺溪碱线资源，满铁将已建成的本溪湖至牛心台铁路收买，并开始筹建溪碱线标准轨距铁路。
同年4月5日，满铁四平街铁道建设事务所组成测量队开始测量，5月20日完成本溪至小市间实测，6月17日开始进行小市至田师府段实测，12月28日完成复测。
牛心台至田师府段分两期施工，第一期从宫原（本溪）至小市，全长46公里，分4个施工区，1937年7月19日开工，1938年10月31日完工，拆除了本溪湖至牛心台的窄轨铁路，修建了宫原至牛心台、牛心台至小市间标准轨距铁路路基及桥涵。第二期从小市到田师府段，全长40公里，1938年3月开工，1939年6月完成路基土石方和桥涵工程。
全线铺轨于1938年7月7日从宫原开始，由于中日戰爭规模扩大，财力紧张， 物资短缺，铺轨进展缓慢。1939年7月1日铺到泉水，9月铺到田师府。改轨后的宫原至牛心台间开办临时营业，牛心台至温泉寺间1939年5月20日开办临时营业，温泉寺至泉水间7月1日开办临时营业，泉水至田师府间11月1日开办临时营业，
1940年4月1日全线正式营业。
1940年10月10日，溪碱铁路改以田师府为终点站，称溪田铁路。同时，废除明山至本溪湖间连络岔线，改至明山至宫原与安奉线(今沈丹线)接轨。
铁路轨距为1435毫米,钢轨为30公斤/米，混沙道床，最大坡道12.5‰，最小曲线半径300米。全线有桥梁59座，2908延长米， 隧道13座，2627延长米。设9个停车站，4 个机车上水站。1943年宫原至小市间运行8对列车，小市至田师府间运行7对列车，年货运量上行为123万吨，下行73万吨。

### 修复改造
1946年10月，第二次國共內戰期间，牛心台至田师府段线路及部分桥梁和隧道等设施被破坏，仅本溪至牛心台间通车。
1952年3月，丹东铁路分局开始修复被破坏的线路及设施，同年12月竣工。线路部分除田师府编组站外，其他中间站一律改为直线通车，正线铺轨61.9公里，站线铺轨7公里，新设信号机12架。全线被炸坏的6座太子河大桥均按原形永久式结构修复。哈叭岭隧道全长1100米，拱顶被炸坏15处，按原形进行了补修。修建沿线生产生活房屋6849平方米。全线修复费用590.33万元。
为配合辽宁省观音阁水库建设，小市到南甸段原路基在水下，区间的泉水站和北甸站取消。新建线路自小市汤河桥开始，走向与本桓公路大致相同，新建泉水站（目前已取消改为乘降所），新建八盘岭隧道（东北地区最长单线铁路隧道），然后直接通向田师府，原田师府到南甸段线路保留改为运煤支线。
1986年9月，溪田线小市-田师府段改线工程开工，由铁道部19工程局和沈铁工程处负责施工。改线从小市站外48公里300米处引出，经马平沟、西岭、泉水车站，跨本桓公路，穿越八盘岭隧道，跨过田师府大桥，进入田师府站，全长22.88公里，1993年1月7日竣工开通。改线后比原线路缩短10.72公里。到1995年末，溪田线线路总延长110. 7公里，其中正线75.1公里，站线 31.4公里，段管线2.5公里，岔线1. 5公里，特别用途线0.2公里。在正线中每米50公斤钢轨86公里，43公斤钢轨0.2公里，线路允许速度毎小时65〜70公里。全线年发送货物234万吨，发送旅客126.8万人。
1998年，沈阳铁路分局溪田铁路公司成立，负责全线一切工作（风上线、开丰线均采用此模式）。增设了法台、泥塔等乘降所。
2000年，客运列车由田师傅延至南甸子车站，南甸子站重新办理客运业务。
2002年秋，溪田铁路公司取消。
为配合田桓铁路2017年通车，溪田线小市至泉水乘降所区间更换枕木以及进行钢轨更换。

### 电气化提速改造
线路由于修建年代久远，技术标准低，线路设施陈旧，车辆牵引质量差，设计时速60公里/小时，运行时速仅为40公里/小时。与之相连的田桓铁路设计时速120公里/小时，本溪至桓仁铁路线出现“一路两速”问题。
2017年6月开始启动，同年7月，沈阳铁道勘察设计院组织相关技术人员在现场开展初测工作。
2017年8月，本溪市政府听取了溪田铁路提速改造方案的汇报后，与沈阳铁路局商定拟采用更高的标准对溪田线进行改造，由本溪市政府负责工程建设的全部投资。
2017年9月，沈阳铁道勘察设计院按照本溪市政府与沈阳铁路局协定的原则对原可研方案进行完善调整并重新编制工程概算，完成了预可行性研究方案。
2018年，为加快推进项目实施，本溪市人民政府与铁路沈阳局集团公司就溪田铁路电气化提速改造项目涉及的相关问题进行多次会商。
2019年1月15日，本溪市人民政府与铁路沈阳局集团公司就溪田铁路电气化提速改造项目涉及的相关问题再次进行了会商，目前已基本达成了共识：本溪市政府和铁路沈阳局集团公司同意溪田铁路改造项目通过资产置换方式分阶段实施。受改造资金影响，若本溪市政府能够一次性解决专项资金26亿元，将对全线进行一次性改造；若解决专项资金不足，首先改造威宁至偏岭段12公里,剩余偏岭至田师府区间视资金状况分步实施。

## 事故
2020年2月8日22时38分，由沈阳局集团公司HXN3型0293号机车牵引的48406次货物列车以30km/h速度运行至本桓线小堡站-本溪站间时，机后11位至16位车辆在李家隧道内脱轨，列车停于本桓线K5+219处。经救援，2月9日22时10分开通线路，中断行车23小时32分，构成铁路交通较大事故。
经救援，2月9日22时10分恢复本桓线行车。
事故未造成人员伤亡，造成直接经济损失共计91.66万元。
本桓线K5+462处下行方向右股钢轨接头处的1#和2#夹板非金属夹杂物、1#夹板拉伸与硬度均不满足有关技术要求，导致两块夹板发生疲劳断裂。夹板断裂后，在车轮的冲击下引发与其相连接的60-50kg/m异型轨折断并甩头，致使车辆运行至断轨处脱轨，是事故发生的直接原因。
“2·8”本桓线货物列车脱轨是一起因产品质量不良、检修不到位导致的责任铁路交通较大事故。定钢轨夹板生产厂家沈阳沈铁联铁路器材制造有限公司主要责任，设备管理单位沈阳局集团公司重要责任。沈阳局集团公司丹东工务段对再用夹板上线使用前未认真鉴定，上线使用后日常检修不到位，是事故发生的重要原因。

## 运量

### 货运
溪田线铁路货运物资主要是煤炭、白灰、铁粉、钢材、木材等。据《满洲开发四十年史》载：“1939年（民国28年）—1942年（民国31年），溪碱铁路货物运输量累计360.7万吨，其中1939年（民国28年）为18.2 万吨，1942年（民国31年）为117.6万吨。”

### 客运
满洲国时期，由于当局的严格限制，百姓乘坐火车不多。据《满洲开发四十年史》载：“溪碱铁路全线各站1939年（民国28年）—1942年（民国31年）4年客运发送量累计260.8万人，其中1939年（民国28年）客运发送量16.2万人，1940年（民国29年）客运发送量64.7万人，1941年（民国30年）客运发送量 84.6 万人，1942年（民国31年）客运发送量95.3万人。”1987年，公路运输市场放开后，客运市场竟争激烈，溪田铁路客运量逐年下降。1991年，客运发送量为76.3万人，至2000年下降至60.2万人。